# Jürgen M. Brandtner

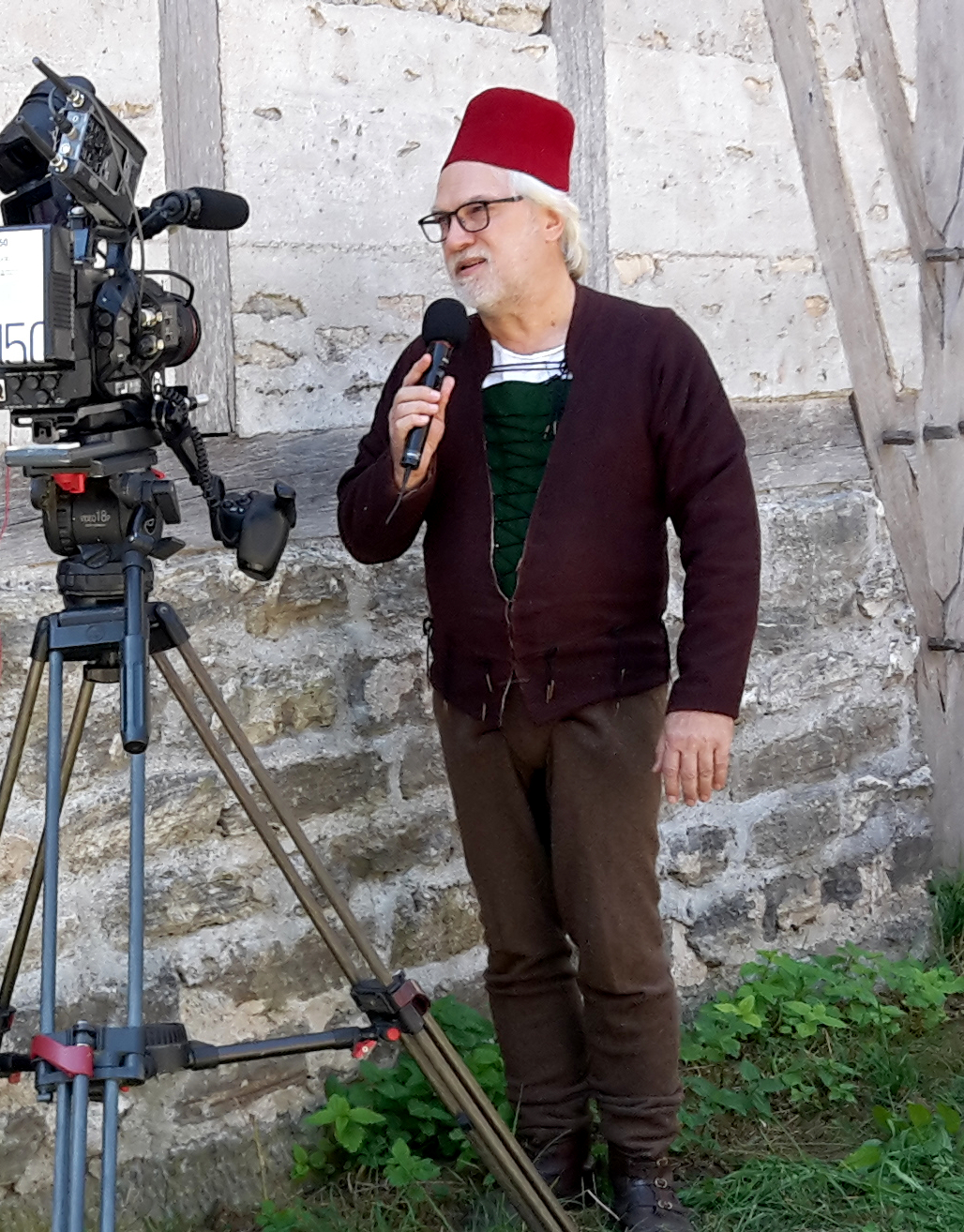
Jürgen M. Brandtner in spätmittelalterlichem Kostüm, 2018

Jürgen M. Brandtner (* 17. Mai 1962 in Bad Cannstatt; † 11. Januar 2021 ebenda) war ein deutscher Regisseur, Theaterschauspieler und Autor.

## Leben
Brandtner absolvierte ein Diplomstudium in Elektrotechnik und schloss 1998 eine Ausbildung zum Schauspieler an der internationalen Schauspielakademie CreArte ab. Seit 2016 war Brandtner Dozent für Theatergeschichte an der Akademie CreArte.
Anfang Dezember 2020 erhielt Brandtner eine positive COVID-19-Diagnose, vor Weihnachten wurde er ins Krankenhaus eingeliefert, wo sich sein Zustand schnell verschlechterte und er am 11. Januar 2021 im Alter von 58 Jahren verstarb.

## Werke
- Meine Tante im Keller. Kinzel, Göppingen 2013, ISBN 978-3-937367-88-0.